# Campocolinus
Campocolinus ist eine Gattung der Familie der Fasanenartigen (Phasianidae). Sie wurde erst im Jahr 2020 eingeführt und umfasst Arten, die zuvor den Frankolinen (Francolinus) zugeordnet wurden. Campocolinus-Arten unterscheiden sich genetisch zu 5 % bis 16 % von anderen Frankolin-Arten. Sie bewohnen Wälder und Savannen mit hohem Gras im tropischen Afrika. Die Gattungsbezeichnung Campocolinus setzt sich aus den Wörtern campo für „Savanne“ und colinus für „Wachtel“ zusammen.

## Merkmale
Campocolinus-Arten sind kleine, wachtelartige Vögel mit Flügellängen von weniger als 15 cm. Der Schwanz aller Arten ist orange bzw. gelbbraun gefärbt. Das Rückengefieder ist gestreift oder meliert, wobei die Federschäfte auffällig hell gefärbt sind. Der Schnabel ist schwarz, dessen Basis manchmal gelb. Beine und Füße sind gelb. Die Geschlechter unterscheiden sich in ihrer Färbung. Die Männchen tragen am Tarsometatarsus einen einzelnen, spitzen Sporn.
Die Lautäußerungen der Campocolinus-Arten sind hoch, hart und blechern mit einem einleitenden Ton, gefolgt von einer Pause und dann weiteren fünf bis sieben Tönen, die in der Lautstärke nachlassen und tonale und trillernde Teile haben, wobei der Hauptunterschied zwischen den Strophen in ihrer Dauer liegt.

## Arten
Die Autoren der Erstbeschreibung ordneten der Gattung insgesamt neun Arten zu, von denen die International Ornithologists’ Union aber nur drei als eigene Arten anerkennt und die übrigen als Unterarten den anerkannten Arten zuordnet.
- Weißkehlfrankolin (Campocolinus albogularis)
- Coquifrankolin (Campocolinus coqui)
- Schlegelfrankolin (Campocolinus schlegelii)